# توماس جي. دوران
توماس جي. دوران (بالإنجليزية: Thomas G. Doran)‏ هو كاهن كاثوليكي أمريكي، ولد في 20 فبراير 1936 في روكفورد في الولايات المتحدة، وتوفي بنفس المكان في 1 سبتمبر 2016.